# Кингстон, Кофи
Кофи Нахадже Саркоди-Менсах (англ. Kofi Nahaje Sarkodie-Mensah; род. 14 августа 1981 года, Кумаси, Гана) — американский и ганский рестлер, выступающий в WWE на бренде Raw под именем Кофи Кингстон (англ. Kofi Kingston).
После окончания Бостонского колледжа он решил начать карьеру рестлера и начал выступать на независимой сцене в Новой Англии как ямайский рестлер по имени Кофи Нахадже Кингстон. После подписания подготовительного контракта с WWE в 2006 году он сократил свое имя до Кофи Кингстон. Кингстон дебютировал в WWE в 2008 году, используя тот же ямайский персонаж, что и на независимой сцене. В конце 2009 года его перестали называть ямайцем и он отказался от акцента, хотя и сохранил свое имя. Затем его стали объявлять, как рестлера из его родной страны — Ганы.
В 2008—2013 годах Кингстон стал четырёхкратным интерконтинентальным чемпионом и трехкратным чемпионом Соединенных Штатов. В 2014 году он вместе с Биг И и Ксавье Вудсом сформировал группировку «Новый день». Трио побило рекорд по самому долгому чемпионству в истории WWE, когда они удерживали титул командных чемпионов WWE Raw с августа 2015 года по декабрь 2016 года, защищая титулы по правилу «Вольных птиц». В общей сложности Кингстон является 14-кратным командным чемпионом WWE. В апреле 2019 года Кингстон победил Дэниела Брайана на WrestleMania 35 и завоевал титул чемпиона WWE, став обладателем 22 чемпионских титулов в WWE.
Он стал первым и на данный момент единственным чемпионом мира африканского происхождения в истории WWE. Чемпионство WWE также сделало его 30-м чемпионом Тройной короны и 20-м чемпионом Большого шлема (13-м в нынешнем формате).

## Ранняя жизнь
Кофи Нахадже Саркоди-Менсах родился 14 августа 1981 года в Кумаси, Ашанти, Гана, в семье Кваси и Элизабет Саркоди-Менсах. У него есть брат Кваме (который является стримером на Twitch под ником Temp0) и покойная сестра Нана Акуа. Он переехал с семьей в США и в конце концов поселился в районе Бостона, где окончил среднюю школу Винчестера в Уинчестере, Массачусетс, а затем Бостонский колледж.

## Титулы и достижения
- Pro Wrestling Illustrated
  - № 4 в списке 500 лучших рестлеров 2019 года[5]
  - Команда года (2012) с R-Truth
  - Команда года (2015, 2016) с Биг И и Ксавье Вудсом
- WWE
  - Чемпион WWE (1 раз)
  - Интерконтинентальный чемпион WWE (4 раза)[6]
  - Чемпион Соединённых Штатов WWE (3 раза)[7]
  - Командный чемпион мира (1 раз) — с СМ Панком[8]
  - Командный чемпион WWE/WWE Raw (6 раз) — с Эваном Борном (1 раз), R-Truth (1 раз), Биг И и Ксавье Вудсом (2) и Ксавье Вудсом (2)[9]
  - Командный чемпион WWE SmackDown (7 раз) — с Биг И и Ксавье Вудсом (6) и Ксавье Вудсом (1)[10]
  - Командный чемпион NXT (1 раз) — с Ксавье Вудсом (1)
  - Тринадцатый чемпион Большого Шлема (в нынешнем формате, двадцатый в общем)
  - Тридцатый чемпион Тройной Короны
- Wrestling Observer Newsletter
  - Лучший образ (2015) The New Day[11]